# Auchenisa cookei
Auchenisa cookei är en fjärilsart som beskrevs av Elliot C.G. Pinhey 1958. Auchenisa cookei ingår i släktet Auchenisa och familjen nattflyn. Inga underarter finns listade i Catalogue of Life.